# Championnat de Formule E FIA 2019-2020
Navigation
2018-2019 2020-2021
Le championnat de Formule E FIA 2019-2020 est la sixième saison du championnat de Formule E FIA disputé avec des voitures électriques de Formule E. Comportant quatorze courses réparties en douze manches (initialement prévu), il débute le 22 novembre 2019 à Riyad pour se terminer initialement le 26 juillet 2020 à Londres. À la suite de l’annulation des huit dernières courses, la saison se terminera le 13 août 2020 à Berlin.
Les ePrix de Sanya, Rome, Paris, Séoul, Jakarta, New York et Londres sont annulés à la suite de la suspension de la saison en raison de la pandémie du coronavirus,. L’ePrix de Berlin, initialement prévu le 21 juin 2020, est reporté, elle aura finalement lieu avec 6 courses du 5 août 2020 au 13 août 2020.

## Repères du début de saison

### Pilotes
Débuts en tant que pilote titulaire
- Neel Jani chez Porsche.
- Brendon Hartley chez Geox Dragon.
- Nyck de Vries chez Mercedes EQ Formula E Team.
- Nico Müller chez Geox Dragon.
- James Calado chez Jaguar Racing.
- Retour de Ma Qing Hua en Formule E, chez NIO 333 FE Team.
- René Rast chez Audi Sport ABT Schaeffler en remplaçant Daniel Abt à partir du sixième ePrix.
- Alex Lynn chez Mahindra Racing en remplaçant Pascal Wehrlein à partir du sixième ePrix.
- Sérgio Sette Câmara chez Geox Dragon en remplaçant Brendon Hartley à partir du sixième ePrix.

Transferts
- André Lotterer quitte DS Techeetah et rejoint Porsche.
- Maximilian Günther quitte Geox Dragon et rejoint BMW i Andretti Motorsports.
- António Félix da Costa quitte BMW I Andretti Motorsports et rejoint DS Techeetah.
- Daniel Abt, quitte Audi Sport ABT Schaeffler après cinq ePrix et rejoint NIO 333 FE Team.

Pilotes reconduits
- Sam Bird et Robin Frijns sont reconduits chez Envision Virgin Racing.
- Felipe Massa et Edoardo Mortara sont reconduits chez Venturi Formula E Team.
- Lucas Di Grassi et Daniel Abt sont reconduits chez Audi Sport ABT Schaeffler.
- Stoffel Vandoorne est reconduit chez HWA Racelab qui devient Mercedes EQ Formula E Team.
- Jean-Éric Vergne est reconduit chez DS Techeetah.
- Sébastien Buemi et Oliver Rowland sont reconduits chez Nissan e-dams.
- Mitch Evans est reconduit chez Jaguar Racing.
- Jérôme d'Ambrosio et Pascal Wehrlein sont reconduits chez Mahindra Racing.
- Alexander Sims est reconduit chez BMW I Andretti Motorsports[4].
- Oliver Turvey est reconduit chez NIO 333 FE Team.

Départs
- Pascal Wehrlein quitte Mahindra Racing après cinq ePrix, remplacé par Alex Lynn.
- Ma Qing Hua quitte NIO 333 FE Team après cinq ePrix, remplacé par Daniel Abt.
- Brendon Hartley quitte Geox Dragon après cinq ePrix, remplacé par Sérgio Sette Câmara.

### Nouvelles écuries
- Arrivée de Porsche en Formule E.
- HWA Racelab devient Mercedes-Benz EQ Formula E Team.
- ROKiT devient le nouveau sponsor-titre de Venturi qui se renomme ROKiT Venturi Racing.
- TAG Heuer devient le nouveau sponsor-titre de Porsche qui se nomme officiellement TAG Heuer Porsche Formula E Team.

### Changements de réglementation
- Augmentation de la puissance disponible lors du Mode-Attaque de 25 kW à 35 kW, les monoplaces pourront développer jusqu'à 235 kW lorsque ce mode est activé[5].
- Les pilotes n’auront plus le droit d’activer le Mode-Attaque lors d’un Full Course Yellow ou d’un Safety Car[5].
- À partir de cette saison, les meilleurs pilotes de chaque groupe de qualification reçoivent un point supplémentaire, le nombre maximal de points reçus par un pilote lors d’une course monte ainsi à 30[5].
- Lors de la neutralisation de la course par un Full Course Yellow ou un Safety Car, les monoplaces se voient retirer chaque minute 1 kWh de leur énergie[5].
- Lors d’une interruption de la course, le chrono sera arrêté[5].
- Le double MGU (double moteur) sera interdit à partir de cette saison[6].

## Écuries et pilotes
| Écuries                          | Constructeur      | Groupe motopropulseur            | no | Pilotes                | Manches |
| -------------------------------- | ----------------- | -------------------------------- | -- | ---------------------- | ------- |
| DS Techeetah                     | Spark–DS          | DS e-tense FE20                  | 25 | Jean-Éric Vergne       | Toutes  |
| DS Techeetah                     | Spark–DS          | DS e-tense FE20                  | 13 | António Félix da Costa | Toutes  |
| Audi Sport ABT Schaeffler        | Spark-Audi        | Audi e-tron FE06                 | 11 | Lucas di Grassi        | Toutes  |
| Audi Sport ABT Schaeffler        | Spark-Audi        | Audi e-tron FE06                 | 66 | Daniel Abt             | 1-5     |
| Audi Sport ABT Schaeffler        | Spark-Audi        | Audi e-tron FE06                 | 66 | René Rast              | 6-11    |
| Envision Virgin Racing           | Spark-Audi        | Audi e-tron FE06                 | 2  | Sam Bird               | Toutes  |
| Envision Virgin Racing           | Spark-Audi        | Audi e-tron FE06                 | 4  | Robin Frijns           | Toutes  |
| Nissan e.dams                    | Spark-Nissan      | Nissan IM02                      | 22 | Oliver Rowland         | Toutes  |
| Nissan e.dams                    | Spark-Nissan      | Nissan IM02                      | 23 | Sébastien Buemi        | Toutes  |
| BMWi Andretti Motorsports        | Spark–BMW         | BMW IFE20                        | 28 | Maximilian Günther     | Toutes  |
| BMWi Andretti Motorsports        | Spark–BMW         | BMW IFE20                        | 27 | Alexander Sims         | Toutes  |
| Mahindra Racing                  | Spark–Mahindra    | Mahindra M6-Electro              | 64 | Jérôme d'Ambrosio      | Toutes  |
| Mahindra Racing                  | Spark–Mahindra    | Mahindra M6-Electro              | 94 | Pascal Wehrlein        | 1-5     |
| Mahindra Racing                  | Spark–Mahindra    | Mahindra M6-Electro              | 94 | Alex Lynn              | 6-11    |
| Panasonic Jaguar Racing          | Spark–Jaguar      | Jaguar I - Type IIII             | 20 | Mitch Evans            | Toutes  |
| Panasonic Jaguar Racing          | Spark–Jaguar      | Jaguar I - Type IIII             | 51 | James Calado           | 1-9     |
| Panasonic Jaguar Racing          | Spark–Jaguar      | Jaguar I - Type IIII             | 51 | Tom Blomqvist          | 10-11   |
| GEOX Dragon                      | Spark-Penske      | Penske EV-4                      | 6  | Brendon Hartley        | 1-5     |
| GEOX Dragon                      | Spark-Penske      | Penske EV-4                      | 6  | Sérgio Sette Câmara    | 6-11    |
| GEOX Dragon                      | Spark-Penske      | Penske EV-4                      | 7  | Nico Müller            | Toutes  |
| NIO 333 Racing                   | Spark–NIO         | NIO 333 FE005                    | 3  | Oliver Turvey          | Toutes  |
| NIO 333 Racing                   | Spark–NIO         | NIO 333 FE005                    | 33 | Ma Qing Hua            | 1-5     |
| NIO 333 Racing                   | Spark–NIO         | NIO 333 FE005                    | 33 | Daniel Abt             | 6-11    |
| ROKiT Venturi Racing             | Spark–Mercedes EQ | Mercedes-Benz EQ Silver Arrow 01 | 19 | Felipe Massa           | Toutes  |
| ROKiT Venturi Racing             | Spark–Mercedes EQ | Mercedes-Benz EQ Silver Arrow 01 | 48 | Edoardo Mortara        | Toutes  |
| TAG-Heuer Porsche Formula e Team | Spark–Porsche     | Porsche 99X Electric             | 36 | André Lotterer         | Toutes  |
| TAG-Heuer Porsche Formula e Team | Spark–Porsche     | Porsche 99X Electric             | 18 | Neel Jani              | Toutes  |
| Mercedes-Benz EQ Formula e Team  | Spark–Mercedes EQ | Mercedes-Benz EQ Silver Arrow 01 | 5  | Stoffel Vandoorne      | Toutes  |
| Mercedes-Benz EQ Formula e Team  | Spark–Mercedes EQ | Mercedes-Benz EQ Silver Arrow 01 | 17 | Nyck de Vries          | Toutes  |

## Calendrier de la saison 2019-2020
| n° | Manche             | Circuit                      | Pays            | Date             |
| -- | ------------------ | ---------------------------- | --------------- | ---------------- |
| 1  | ePrix de Dariya    | Circuit urbain de Dariya     | Arabie saoudite | 22 novembre 2019 |
| 2  | ePrix de Dariya    | Circuit urbain de Dariya     | Arabie saoudite | 23 novembre 2019 |
| 3  | ePrix de Santiago  | Circuit du parc O'Higgins    | Chili           | 18 janvier 2020  |
| 4  | ePrix de Mexico    | Autódromo Hermanos Rodríguez | Mexique         | 15 février 2020  |
| 5  | ePrix de Marrakech | Circuit Moulay El Hassan     | Maroc           | 29 février 2020  |
| 6  | ePrix de Berlin    | Circuit de Berlin-Tempelhof  | Allemagne       | 5 août 2020      |
| 7  | ePrix de Berlin    | Circuit de Berlin-Tempelhof  | Allemagne       | 6 août 2020      |
| 8  | ePrix de Berlin    | Circuit de Berlin-Tempelhof  | Allemagne       | 8 août 2020      |
| 9  | ePrix de Berlin    | Circuit de Berlin-Tempelhof  | Allemagne       | 9 août 2020      |
| 10 | ePrix de Berlin    | Circuit de Berlin-Tempelhof  | Allemagne       | 12 août 2020     |
| 11 | ePrix de Berlin    | Circuit de Berlin-Tempelhof  | Allemagne       | 13 août 2020     |

- À cause de la pandémie du Covid-19, le calendrier est modifié et huit courses ont été annulées. Six courses, disputées sur trois circuits différents à Berlin, sont ajoutées au mois d'août pour terminer le championnat[9].

| Manche            | Circuit                    |
| ----------------- | -------------------------- |
| ePrix de Sanya    | Circuit urbain de Sanya    |
| ePrix de Rome     | Circuit urbain de l'EUR    |
| ePrix de Paris    | Circuit des Invalides      |
| ePrix de Séoul    | Circuit urbain de Séoul    |
| ePrix de Jakarta  | Circuit urbain de Jakarta  |
| ePrix de New York | Circuit urbain de Brooklyn |
| ePrix de Londres  | Circuit d'ExCeL London     |

## Résultats
| no | Course    | Pole position          | Meilleur tour          | Pilote vainqueur       | Écurie gagnante                 | Résumé |
| -- | --------- | ---------------------- | ---------------------- | ---------------------- | ------------------------------- | ------ |
| 1  | Dariya    | Alexander Sims         | Daniel Abt             | Sam Bird               | Envision Virgin Racing          | Résumé |
| 2  | Dariya    | Alexander Sims         | António Félix da Costa | Alexander Sims         | BMW i Andretti Motorsport       | Résumé |
| 3  | Santiago  | Mitch Evans            | Oliver Rowland         | Maximilian Günther     | BMW i Andretti Motorsport       | Résumé |
| 4  | Mexico    | André Lotterer         | Alexander Sims         | Mitch Evans            | Panasonic Jaguar Racing         | Résumé |
| 5  | Marrakech | António Félix da Costa | Pascal Wehrlein        | António Félix da Costa | DS Techeetah                    | Résumé |
| 6  | Berlin 1  | António Félix da Costa | António Félix da Costa | António Félix da Costa | DS Techeetah                    | Résumé |
| 7  | Berlin 1  | António Félix da Costa | Stoffel Vandoorne      | António Félix da Costa | DS Techeetah                    | Résumé |
| 8  | Berlin 2  | Jean-Éric Vergne       | Mitch Evans            | Maximilian Günther     | BMW i Andretti Motorsport       | Résumé |
| 9  | Berlin 2  | Jean-Éric Vergne       | Sam Bird               | Jean-Éric Vergne       | DS Techeetah                    | Résumé |
| 10 | Berlin 3  | Oliver Rowland         | Lucas Di Grassi        | Oliver Rowland         | Nissan e.dams                   | Résumé |
| 11 | Berlin 3  | Stoffel Vandoorne      | Nico Müller            | Stoffel Vandoorne      | Mercedes-Benz EQ Formula e Team | Résumé |

## Classements de la saison 2019-2020
Système de points
Les points de la course sont attribués aux dix premiers pilotes classés. La pole position rapporte trois points, un point pour les pilotes ayant fait le meilleur tour du groupe de qualification, et un point est attribué pour le meilleur tour en course. Ce système d'attribution des points est utilisé pour chaque course du championnat.
| Position | 1er | 2e | 3e | 4e | 5e | 6e | 7e | 8e | 9e | 10e | Pole | MT | MTGQ |
| Points   | 25  | 18 | 15 | 12 | 10 | 8  | 6  | 4  | 2  | 1   | 3    | 1  | 1    |